# Banja Luka-Beograd II 2013
La Banja Luka-Beograd II 2013, settima edizione della corsa, valida come prova del circuito UCI Europe Tour 2013, fu disputata il 21 aprile 2013 su un percorso di 132 km. Fu vinta dallo sloveno Matej Mugerli con il tempo di 2h52'12" km alla media di 45,99 km/h.
Al traguardo 127 ciclisti portarono a termine la gara.

## Squadre partecipanti
| N.  | Cod. | Squadra                         |
| --- | ---- | ------------------------------- |
| 1-8 | ADR  | Adria Mobil                     |
|     | ALB  | Alpha Baltic-Unitymarathons.com |
|     | DUK  | Dukla Trencin-Trek              |
|     | WOB  | Etcetera-Worldofbike            |
|     | TKT  | Kastro Team                     |
|     | MKT  | Meridiana-Kamen Team            |
|     | RAR  | Radenska                        |
|     | SAK  | Sava                            |
|     | GMS  | Team Gourmetfein-Simplon        |
|     | TIR  | Tirol Cycling Team              |
|     | TCT  | Tusnad Cycling Team             |
|     | UNA  | Utensilnord-Ora24.eu            |
|     | WSA  | WSA                             |

## Ordine d'arrivo (Top 10)
| Pos. | Corridore           | Squadra       | Tempo    |
| ---- | ------------------- | ------------- | -------- |
| 1    | Matej Mugerli       | Adria Mobil   | 2h52'12" |
| 2    | Markus Eibegger     | Gourmetfein   | s.t.     |
| 3    | Jan Sokol           | Gourmetfein   | s.t.     |
| 4    | Patrik Sinkewitz    | Meridiana     | s.t.     |
| 5    | Josef Benetseder    | WSA           | s.t.     |
| 6    | Reinis Andrijanovs  | Alpha Baltic  | s.t.     |
| 7    | Kristofers Rācenājs | Alpha Baltic  | s.t.     |
| 8    | Maroš Kováč         | Dukla Trencin | s.t.     |
| 9    | Gernot Auer         | WSA           | s.t.     |
| 10   | Andi Bajc           | Slovenia      | s.t.     |